# Marr Glacier
Marr Glacier är en glaciär i Antarktis. Den ligger i Östantarktis. Nya Zeeland gör anspråk på området. Marr Glacier ligger 1 288 meter över havet.
Terrängen runt Marr Glacier är huvudsakligen bergig, men åt sydväst är den kuperad. Marr Glacier ligger uppe på en höjd. Trakten är obefolkad. Det finns inga samhällen i närheten. 